# Thaumatorhynchus brooksi
Thaumatorhynchus brooksi es una especie de iguanios de la familia Agamidae, la única de su género.

## Distribución geográfica
Es endémica de la isla de Sumatra, en la Indonesia.

## Estado de conservación
Se encuentra amenazada por la pérdida de su hábitat natural.